# 高橋氏文
《高橋氏文》（日语：たかはしうじぶみ）乃日本奈良時代的史書，惟目前已佚散不傳。

## 概要
這本《高橋氏文》乃是延曆8年（西元789年）高橋氏與安曇氏二大家族爭奪宮內省（現已改制為宮內廳）内膳司職位的鬥爭時，上奏給朝廷的史書。這本書原為高橋氏一族世代傳承的家記，不過全書目前已經散逸不復見，僅在《本朝月令》、《政事要略》、《年中行事秘抄》等書籍裡可一窺其片段殘文。
根據江戶時代國學專家伴信友在天保13年（西元1842年）自序的《高橋氏文考註》裡表示，這本書確實在延曆11年（西元791年）的太政官符中出現過。